# Clément Loret
Clément Loret (Dendermonde, Bèlgica, 1833 – Colombes, 1909) va ser un compositor i organista belga.

## Biografia
Descendent d'una família en què hi figuraren músics i orgueners notables, perquè tant el seu avi Jean-Joseph com el seu pare Hyppolite Loret es distingiren com a orgueners. Des de molt jove aprengué la música amb tant de profit que als vuit anys ja suplia algunes vegades el seu pare executant, en l'església d'on aquest era organista, algunes composicions de fàcil execució.
Acabà els estudis musicals en el Conservatori de Brussel·les, on Jacques-Nicolas Lemmens li donà lliçons d'orgue, i va tenir també per mestres Jules Denefve (història de la música) i François Josep Fetis (contrapunt); el 1853 obtingué el Primer Premi d'Orgue del conservatori. Es traslladà a París el 1855, i en aquesta ciutat travà amistat amb el constructor d'harmòniums Victor Mustel, el qual l'aconsellà que es quedés en la capital francesa, pronosticant-li un èxit segur. Loret seguí els consells, i successivament fou organista en el Panteó de París, a la vila de Suresnes, i a les esglésies parisenques de Notre-Dame-des-Victoires i Saint-Louis-d'Antin (1858-1866); en aquesta darrera església suplí Louis de Niedermeyer.
El 1857 entrà com a professor en l'Institut religiós de música fundat pel citat Niedermeyer, i s'hi dedicà especialment a l'ensenyança de l'orgue; tingué per alumnes la majoria dels organistes francesos de l'època, com Charles-Augustin Collin, Henri Letocart Maupeou i Eugène Gigout. L'any 1900 n'era el director. Loret també va ser compositor de música, especialment per a orgue, instrument per al qual escriví un mètode.
El seu fill Victor Loret va ser un egiptòleg d'anomenada.

## Obres
- Alleluia (1900), Partitura
- Cantabile, Op. 41 (1898), Partitura
- Exercices d'orgues
- Jean qui pleure & Jean qui rit (1855), per a veu i piano amb lletra d'Antoine Clesse
- L'Office divin
- Pièces d'orgues pour messes et vépres
- Première sonate pour orgue, Op. 25 (1889)
- Scherzo-Fanfare, Op. 45 pour orgue
- 12 fragments per a harmònium
- 24 estudis
- 12 fragments per a harmònium i piano
- 10 melodies

## Gravacions
- Disc compacte Clément Loret: Oeuvres pour orgue I & II, interpretades per Jean-Luc Salique (Carcassona: Coriolan, 1998)